# けんびきょう座AU星
けんびきょう座AU星（けんびきょうざAUせい、AU Microscopii、AU Mic）は、けんびきょう座の方角に、太陽から約31.7光年の距離にある小さな恒星である。けんびきょう座AU星の視等級は8.73等で、肉眼でみることはできない。けんびきょう座AU星という名称は、変光星の命名規則に基づいて付与されたものである。がか座β星のように、けんびきょう座AU星は星周領域に残骸円盤を持っている。

## 特徴
| 太陽 | けんびきょう座AU星 |
| ---- | ------------------ |
| 太陽 | Exoplanet          |

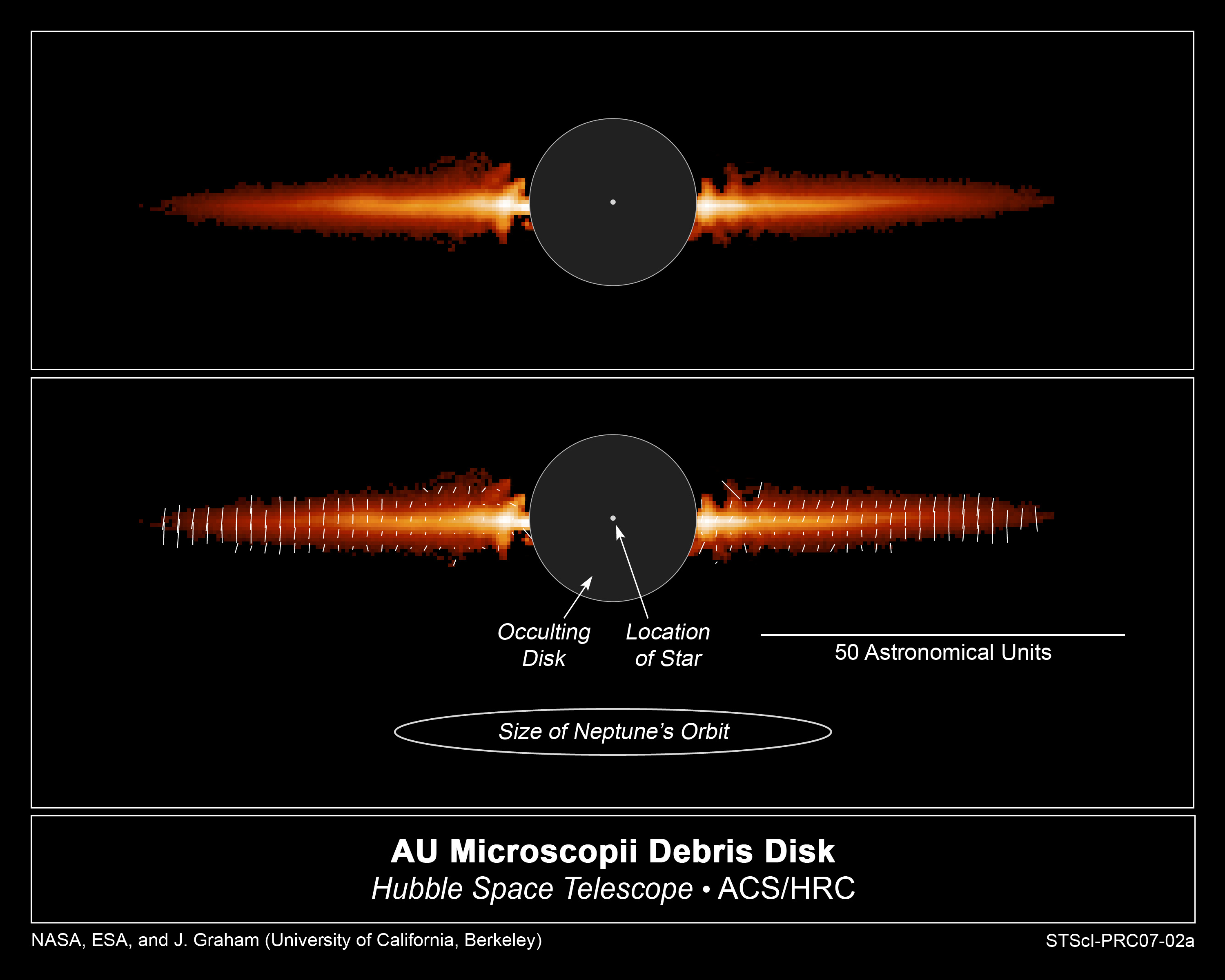
ハッブル宇宙望遠鏡が撮像した、けんびきょう座AU星を取り巻く残骸円盤からの散乱光とその偏光。出典: NASA / ESA / J. Graham and P. Kalas (University of California, Berkley), and B. Matthews (Hertzberg Institute of Astrophysics)

けんびきょう座AU星は、がか座β運動星団の一員であり、年齢はこのアソシエーションとほぼ同じで、約2,300万年という若い星であると考えられる。けんびきょう座AU星は、けんびきょう座AT星と重力的に結びついた連星系であるが、両者は見かけの離角がおよそ1.3度も離れているので、太陽からの距離の近さを考慮しても両者の距離は遠く、及ぼされる重力は、連星と散開星団の恒星同士とを分ける閾値程度の強さしかない。
けんびきょう座AU星は、スペクトル型がM1 Veとされ、大きさが太陽の8割程度の赤色矮星である。質量は、太陽の半分程度で、光度は太陽の1割程度である。この質量とスペクトル型にしては、半径が大きいため、前主系列段階にあるとも考えられている。
けんびきょう座AU星は前主系列星としては太陽系から２番目に近い距離にある恒星である。有効温度は約3,500Kで、オレンジ色から赤みがかった、相対的に高温のM型星である。
けんびきょう座AU星は、閃光星として知られ、X線から電波まで様々な種類の電磁波で観測が行われており、X線、紫外線、可視光、電波で爆発的な活動現象が観測されている。
けんびきょう座AU星における爆発現象は、1970年にセロ・トロロ汎米天文台で初めて観測された。爆発現象は不規則に起こる一方、より規則的な正弦曲線に近い光度変化が、周期4.865日で発見された。この変光はりゅう座BY型の変光つまり恒星黒点・白斑と恒星の自転によるものであることがわかり、黒点は観測シーズンにまたがって存続するある程度寿命の長いものだが、全く変化がないわけではなく、観測された年代によって、変光の変動幅0.3等級程度から殆ど0まで変化したり、極小を迎える位相がずれたりしている。
けんびきょう座AU星の光度はTESSによって約二年の間隔を挟んで２つの観測セクターで観測されたが両セクターで記録された光度変化のパターンは２つの極大と２つの極小を持つ曲線になっており、さらにそれぞれのセクターで若干、光度曲線に違いがあり黒点や白斑の配置に若干の変化が起きたことが示唆されている。

## 惑星系
この星には下記のような残骸円盤がある事が知られていた。2007年の時点では、惑星は見つかっていなかったが、2020年に、海王星級の大きさの惑星けんびきょう座AU星bが発見された。この惑星の公転軸の、主星の自転軸とのずれは5+16
−15°である。
更に、同年12月には公転周期が約18.9日のけんびきょう座AU星cが発見された。
2022年、TTV法やドップラー分光法を用いた観測によってbとcの間を公転する惑星候補けんびきょう座AU星dが存在する可能性が示され、2023年にその存在が確認された。
2023年4月、ドップラー分光法を用いた観測でさらに外側を公転する惑星候補（けんびきょう座AU星e）が存在する可能性が示されている。
| 名称 （恒星に近い順） | 質量                 | 軌道長半径 （天文単位） | 公転周期 (日)                     | 軌道離心率         | 軌道傾斜角              | 半径                     |
| --------------------- | -------------------- | ----------------------- | --------------------------------- | ------------------ | ----------------------- | ------------------------ |
| b                     | 0.116+0.19 −0.050 MJ | 0.08305+0.00092 −0.0016 | 8.46303507+0.00000029 −0.00000021 | 0.120+0.089 −0.063 | 89.9904+0.0036 −0.0019° | 0.4571+0.0055 −0.0090 RJ |
| d                     | 0.00319 ± 0.00046 MJ | —                       | 12.73812 ± 0.00128                | 0.00097 ± 0.00042  | 88.09616 ± 0.43265°     | 0.09026 ± 0.00364 RJ     |
| c                     | 0.101+0.19 −0.059 MJ | 0.1417+0.0016 −0.0028   | 18.859014+0.000075 −0.000093      | 0.060+0.061 −0.047 | 89.589+0.058 −0.068°    | 0.280+0.028 −0.032 RJ    |
| e (候補)              | 35.9+6.9 −5.8 M⊕     | —                       | 33.39 ± 0.10                      | —                  | —                       | —                        |
| 塵円盤                | 10—210 au            | 10—210 au               | 10—210 au                         | 10—210 au          | >89°                    | —                        |

### 残骸円盤
けんびきょう座AU星は、IRAS衛星によって分子雲と無関係に赤外超過が検出された、2つしかないM型矮星の1つである。その後、JCMTやCSOにおけるサブミリ波の観測でも超過が検出されたことにより、けんびきょう座AU星の周りには星周塵が存在し、赤外超過もそのせいであると考えられた。

#### 検出
2003年に、ハワイ島のマウナ・ケア山にあるハワイ大学2.2m望遠鏡による観測で、星の光が残骸円盤内の粒子によって散乱されて地球へ飛来した散乱光が、可視光で初めて検出された。この残骸円盤は、ケック望遠鏡やハッブル宇宙望遠鏡（HST）での観測によって詳しく分解され、内側の中心円盤が誤差1度以内で視線方向と平行で、地球からみてほぼ真横を向いており（エッジオン）、半径は少なくとも100AU以上あるとみられる。また、中心星の両側で円盤の形状や明るさを比べると、非対称な分布、とりわけ、こぶのように局所的に明るくなったり、円盤表面に隆起やよじれのような小規模の構造もみられる。
更に、サブミリ波干渉計SMAや、ALMAを使ったミリ波による観測で、低温の塵が内部の熱によって黒体放射する熱放射の分布も調べられ、その結果、可視光や近赤外での散乱光でみた円盤と、同じ理論上で説明できる幾何学構造をとっていることが明らかになった。また、ALMAの観測では、6AU程度まで細かく構造を分解することができ、円盤に加えて、中心星と同じ位置に強い放射が検出された。ミリ波の観測では、HSTが検出したような非対称性はみられない。また、ハーシェル宇宙望遠鏡とJCMTで遠赤外線からサブミリ波までの観測を行ったところ、ミリ波でみられた塵の密集帯だけでなくその周りに広がるハロの熱放射も検出、波長が短い程それが顕著になることもわかった。

#### 特徴
けんびきょう座AU星は、太陽からの距離が近いため、その星周円盤は小規模な構造や中心星の近傍が観測しやすく、これまでに数多くの観測が行われ、塵粒子の性質や分布について多くの知見が得られている。
けんびきょう座AU星の円盤は、中心星と比べるとだいぶ青みがかっており、円盤の中心星から遠い部分にはレイリー散乱を起こす小さい粒子が多く存在する一方、中心星に近い部分ではそのような粒子が少ないことが、HSTやケック望遠鏡での観測からわかっている。一方、散乱光の明るさと、中心星からの距離の関係を調べると、中心星から35-45AU付近を境に、その関係がガラっと変わっており、この辺りに微惑星帯が存在することを示唆する。このような散乱光の分布は、がか座β星の星周円盤とよく似ている。また、水素分子を指標として、円盤内のガスと塵の質量比を見積もると、ガスが塵の6倍に止まることがわかった。一般に、原始惑星系円盤であれば、ガスの質量は塵の100倍を超えるので、けんびきょう座AU星の残骸円盤は、大幅にガスが欠乏しているとみられる。この点も、がか座β星の円盤と似ている。けんびきょう座AU星の残骸円盤内に存在する塵の量は、質量が地球の1%程度と見積もられる。
塵の微粒子に作用する物理過程を考慮に入れた上で、けんびきょう座AU星の星周円盤の幾何学や塵の特性について理論計算を行った結果、中心星から半径40AU程度の領域に、塵の起源となる環（birth ring）が存在し、典型的には大きさが10cm程度の微惑星が分布しており、微惑星や塵粒子の衝突が繰り返されることで、円盤は維持されていると考えられる。この描像は、散乱光の分布で中心星から35-45AU付近に断絶があることや、ミリ波での観測で40AU付近に低温の塵の帯がみえたことと、よく合っている。また、補償光学を用いた詳細な画像と、可視光から電波までの幅広いスペクトルエネルギー分布を基に、観測された円盤の幾何学を理論計算で再現したところ、円盤の内側には半径10AU程度の穴があるとわかった。これは、赤外線のみのスペクトルエネルギー分布から単純な理論で求めた結果や、HSTのデータから推定した結果と矛盾しない。一方、ALMAによって、中心星付近に発見された明るい電波源は、太陽系でのメインベルトにあたるような微惑星帯が存在する可能性を示唆する。微惑星帯からの熱放射だと仮定すると、この微惑星帯の全質量は、月の1%程度と予想され、これは太陽系のメインベルトと似たような値となる。一方、微惑星帯の替わりに、或いはそれに加えて、中心星のコロナの寄与による電波であるとする主張もある。
円盤の内側に小さい塵粒子が少なかったり、円盤に穴があったりすることから、塵粒子を散逸させる強力な仕組みがあるはずだが、けんびきょう座AU星は赤色矮星で、中心星からの放射エネルギーが低い一方、中心星からの質量放出は大きいので、放射圧やポインティング・ロバートソン効果よりも、恒星風が強く影響していると考えられる。
円盤の内側に穴があることや、非対称な部分構造の形成は、周囲を公転する惑星の影響であることが期待され、けんびきょう座AU星の周りで太陽系外惑星の捜索が行われているが、2015年までの観測で、惑星は発見されていない。
2010年から2014年にかけて、HSTとVLTを用いて行われた観測で、けんびきょう座AU星の円盤内に、大規模な構造が高速で中心星から遠ざかる向きに運動していることを示す変化が検出された。運動の速さは、遅いもので4km/s、速いものだと10km/sに達し、中心星から遠くなる程、速く移動しているように見受けられる。3回の観測で、同一の構造と同定されたものは5ヶ所あり、その内で外側の2つは、けんびきょう座AU星からの脱出速度を上回る速さで移動しているようにみえる。しかも、これらの構造は、円盤の片側にしかみえていない。このような構造について、一部の観測結果に合致する理論はいくつか存在するが、いずれもけんびきょう座AU星の環境と矛盾するか、構造の形状と移動速度の両方を説明することができず、現状ではこの観測結果を説明することはできない。